# Louis-Anselme Longa
Pour les articles homonymes, voir Longa.
 (février 2023).
Si vous disposez d'ouvrages ou d'articles de référence ou si vous connaissez des sites web de qualité traitant du thème abordé ici, merci de compléter l'article en donnant les références utiles à sa vérifiabilité et en les liant à la section « Notes et références ».
Louis-Anselme Longa, né le 4 avril 1809 à Mont-de-Marsan et mort dans cette même ville le 13 décembre 1869 , est un peintre académique et orientaliste français.

## Présentation
Louis-Anselme Longa est auteur de scènes de genre et peintre d'églises. Fils de Jacques Longa et de Marie Lacère, il étudie le dessin à Paris en tant qu'élève de Paul Delaroche. Il expose pour la première fois au Salon de 1835. Témoin des goûts de son temps, il semble avoir été quelque peu attiré par la peinture de style troubadour.

### Période académique
La peinture religieuse représente une part importante de la production du peintre. Plusieurs lieux de culte des Landes vont ainsi abriter ses toiles et peintures murales. Il s'agit parfois de reproductions de toiles de maîtres (Poussin, Murillo...) d'après gravure, ou, plus souvent, de créations personnelles (église Saint-Médard-de-Beausse, Saint-Médard de Geloux, Hagetmau, Arx, Saint-Perdon, Campagne, etc.).
Le programme complet et totalement préservé de l'église Saint-Jacques de Tartas, représente l’œuvre majeure de Longa dans ce domaine. Deux campagnes de restauration à partir de 2008 ont restitué son éclat à cet ensemble décoratif unique dans la région et très représentatif d'un académisme très en vogue dans l'art d'église de l'époque. En 1854, il réalise les peintures murales de l'église Saint-Étienne d'Uchacq.

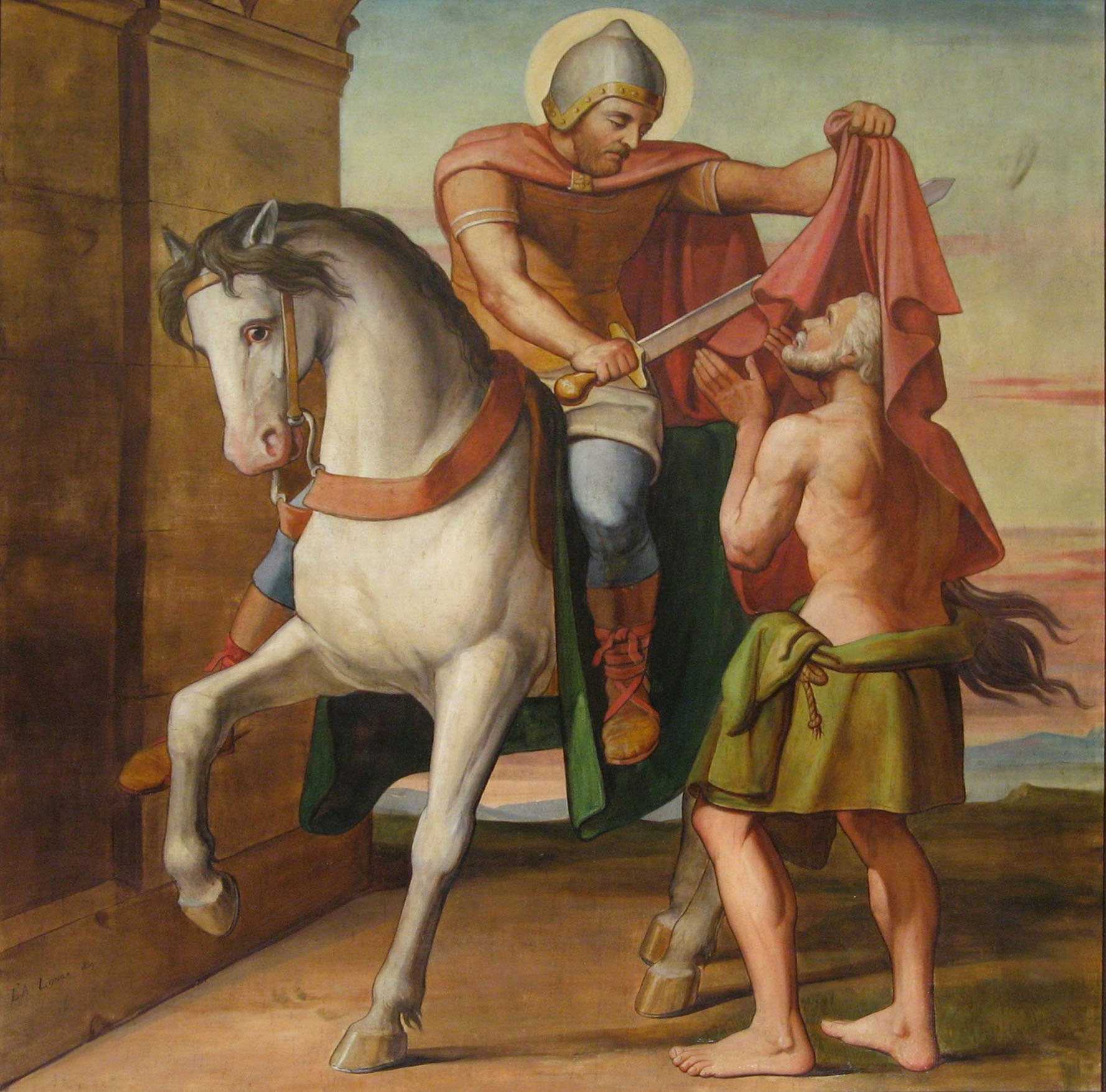
Louis Anselme Longa, La Charité de saint Martin, huile sur toile. Église Saint-Martin de Saint-Martin-d'Oney.
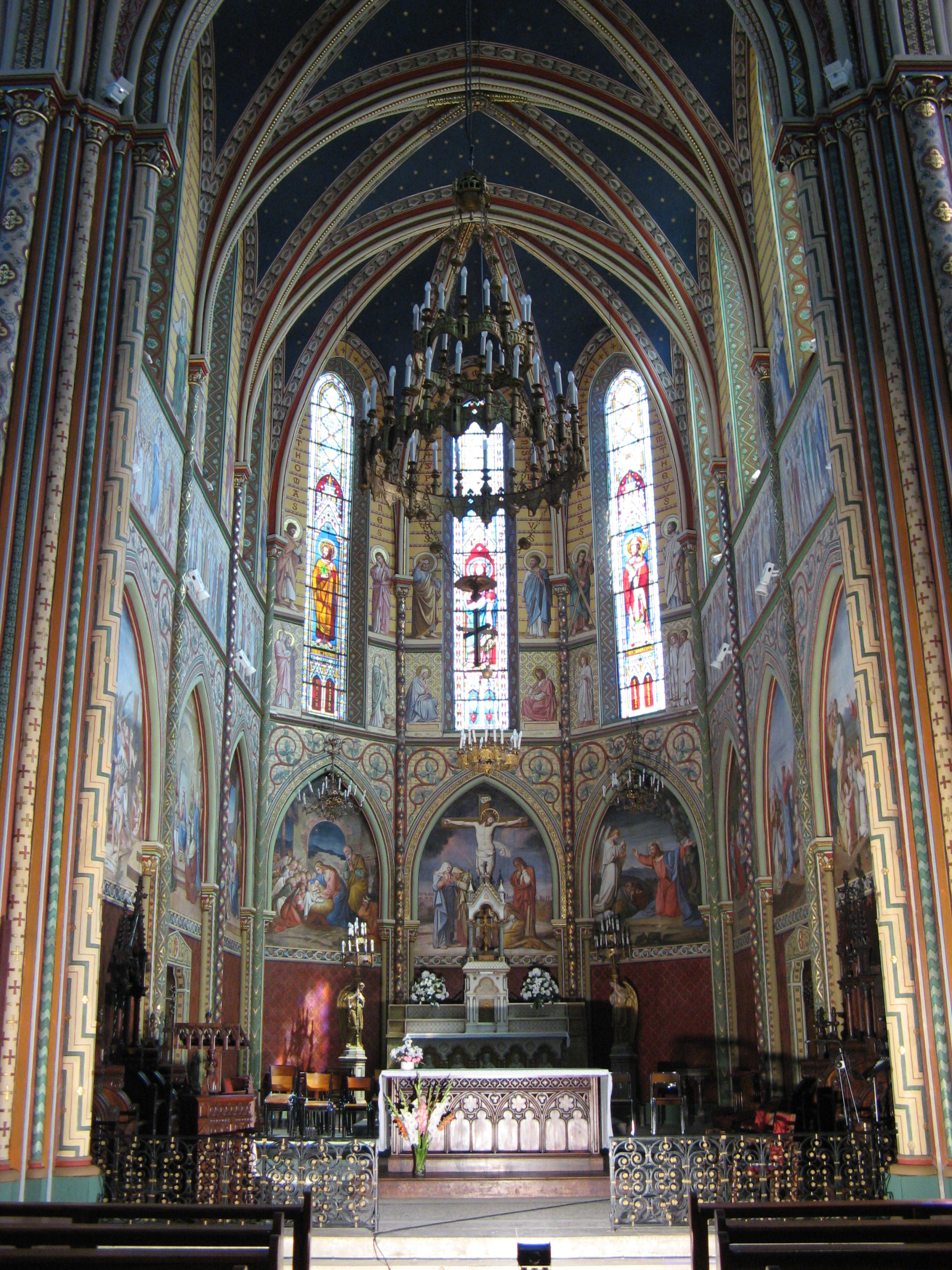
Chœur de l'église de Tartas.

Les portraits contribuent également à assurer la notoriété de Longa dans les Landes. En effet, plusieurs portraits d’hommes, de femmes ou d’enfants furent présentés dès ses premiers Salons (1835, 1838, 1839, 1840). Ses clients sont des notables locaux ou de passage, par exemple, le portrait du comte de Silguy (musée des beaux-arts de Quimper).

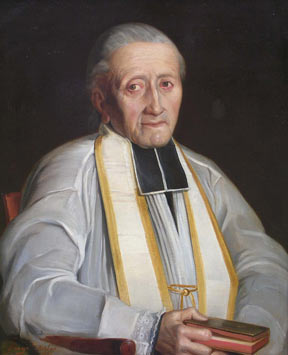
Portrait de l'abbé Saint-Marc, 1842. Huile sur toile par Louis-Anselme Longa.
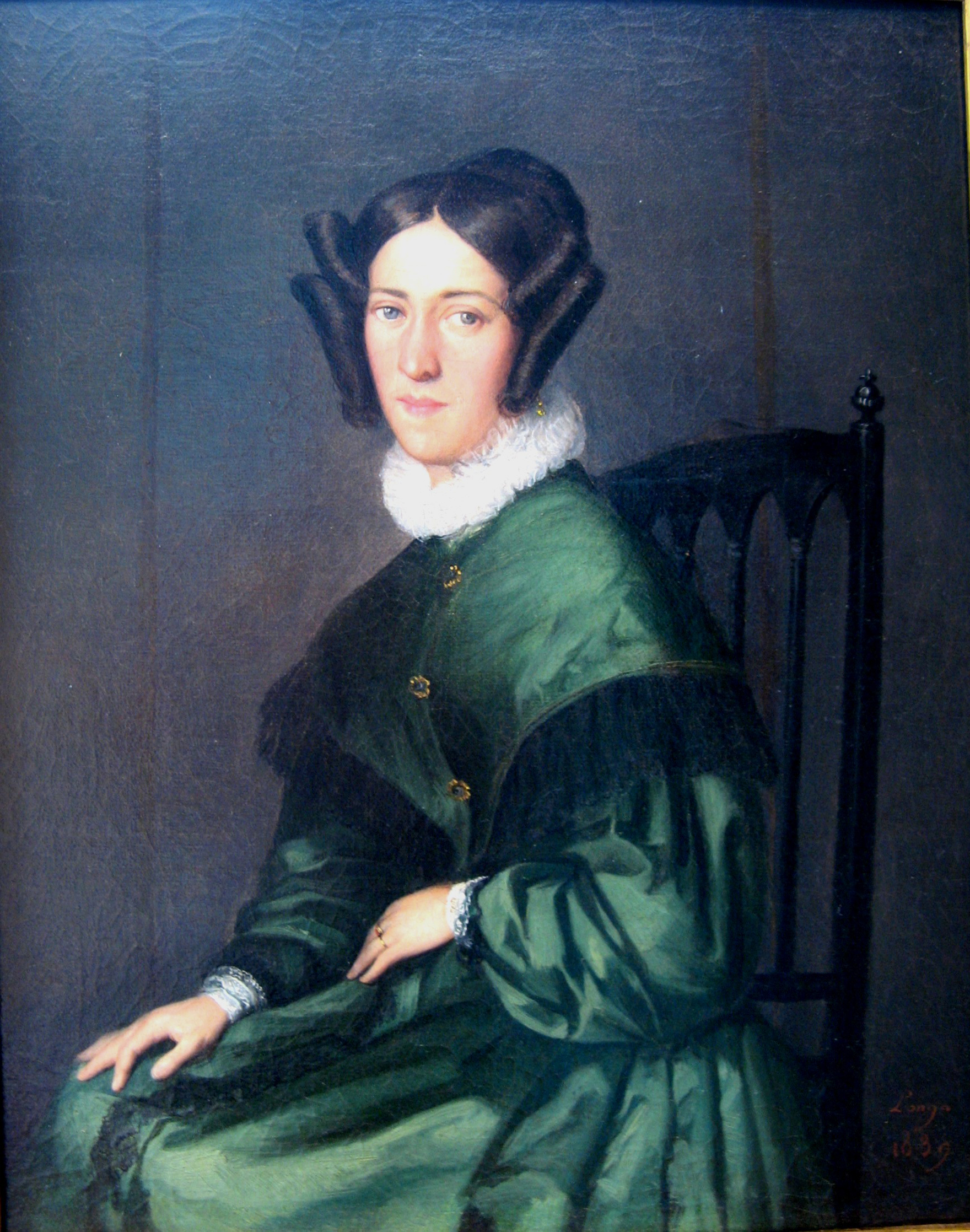
La Femme à la Robe verte, 1839. Huile sur toile par Louis Anselme Longa.
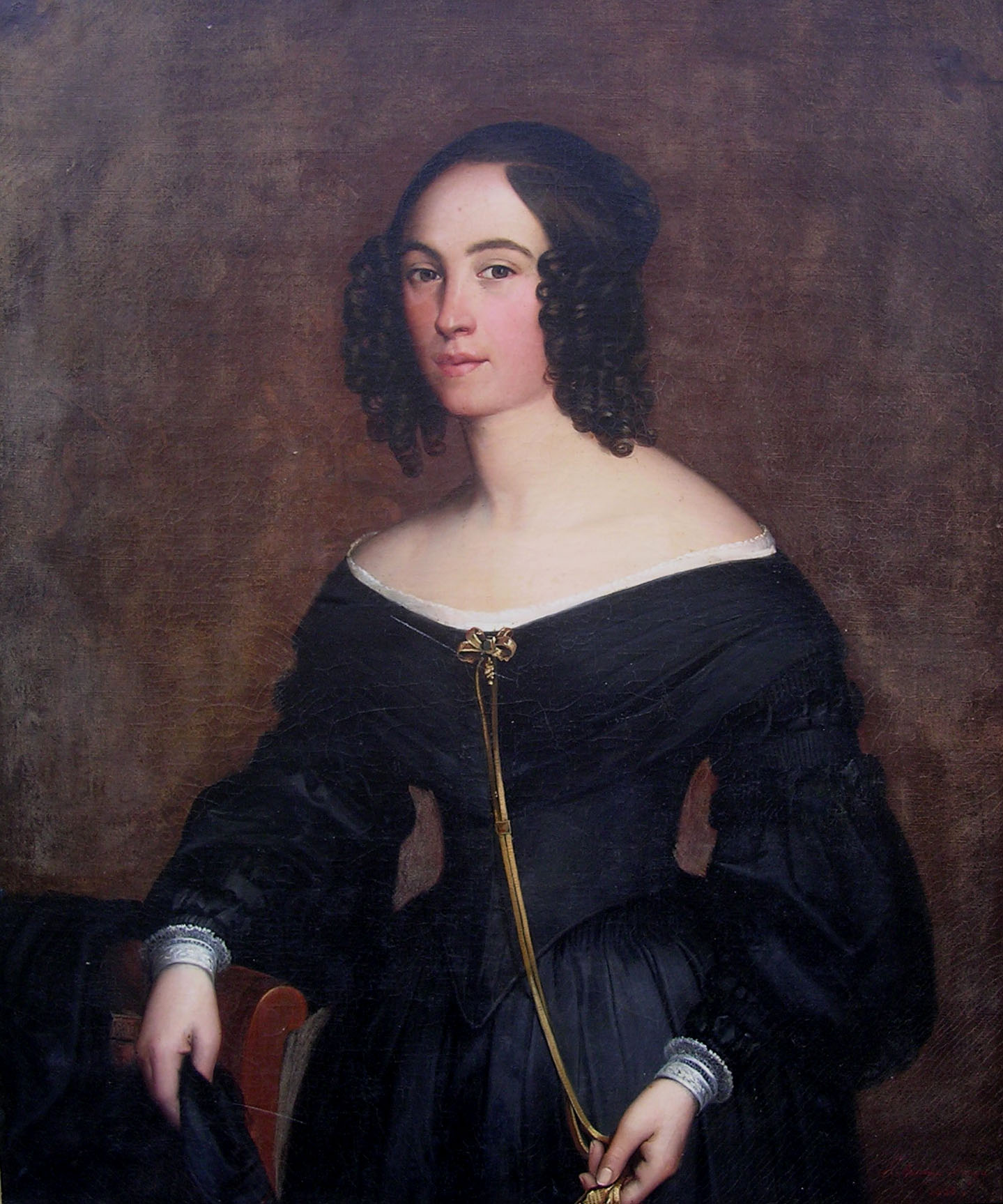
Portrait d'Eugénie Ramonbordes. Huile sur toile par Louis-Anselme Longa.
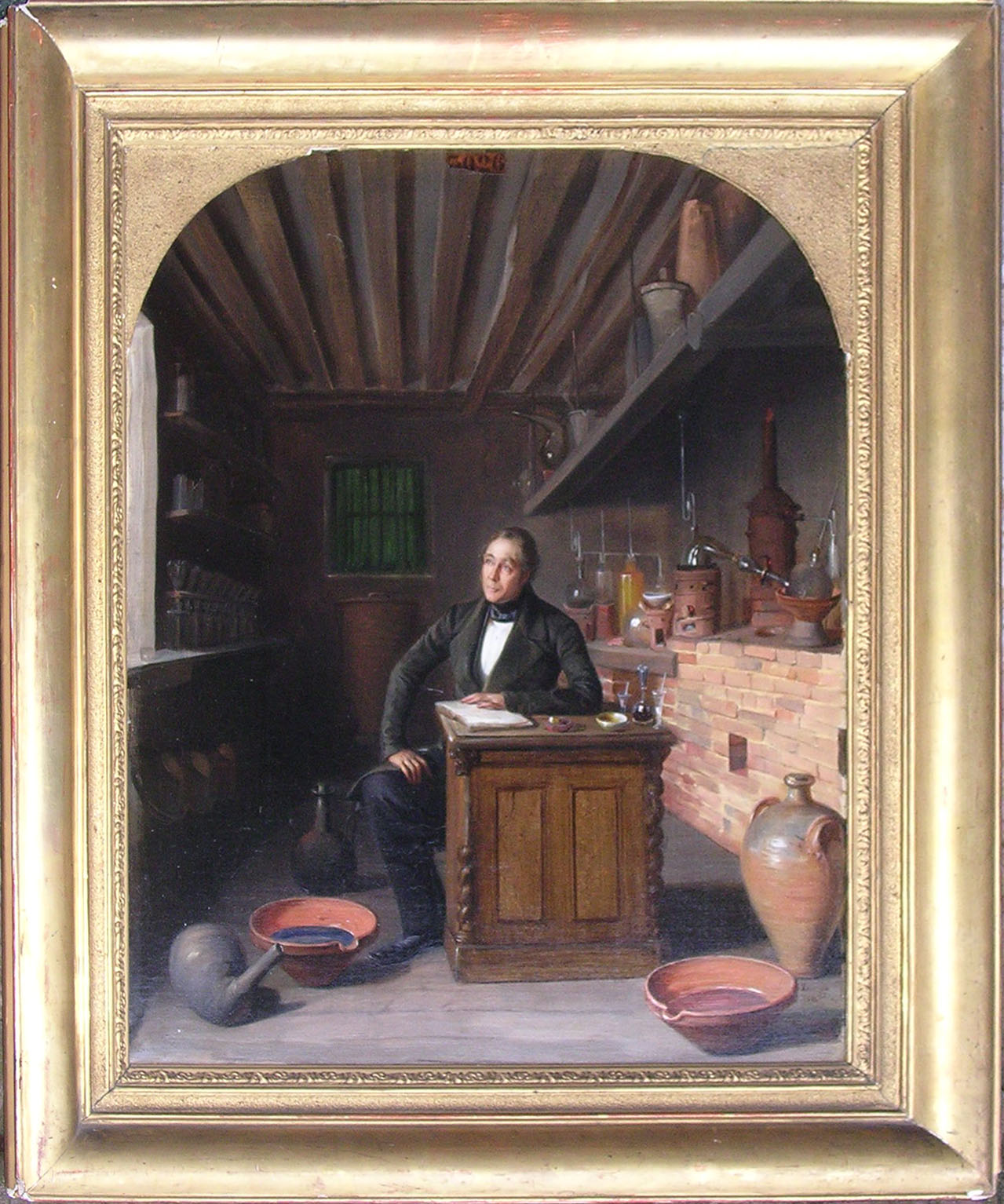
Monsieur Ferrand dans son laboratoire, 1846. Huile sur toile par Louis-Anselme Longa.

### Période orientaliste
À partir de 1841, Longa est intégré à la Commission d'exploration scientifique d'Algérie, chargée de recherches et explorations, en tant que peintre et dessinateur-adjoint. Entré dans le pays par Alger, son séjour va principalement se dérouler dans la région de Constantine, récemment occupée par les troupes françaises. Il y réalise un grand nombre de portraits dits « types arabes » (collection du Muséum national d'histoire naturelle, Paris), ainsi que de nombreuses scènes de genre. 138 peintures seront remises au Maréchal Jean-de-Dieu Soult, Président du Conseil. Les portraits, scènes et paysages qu'il restitue ainsi dans une peinture sensible constituera, au-delà de leur intérêt esthétique, un témoignage rare et très remarquable sur l'Algérie du début des années 1840. Le travail de Longa, proche du portrait, s'affranchit cependant de la nature purement scientifique et didactique prévue à l'origine. Cela lui est reproché par son supérieur hiérarchique, le colonel Bory de Saint-Vincent, mais Longa aura le soutien de Soult contre Bory.
Certaines œuvres sont présentées aux Salons de 1843 « Nettoyage des silos dans un douar arabe de l’Oud-Yacoub », 1845 « Musiciens arabes sur la place de la Brèche à Constantine » et 1847 « La Prière en Orient ».

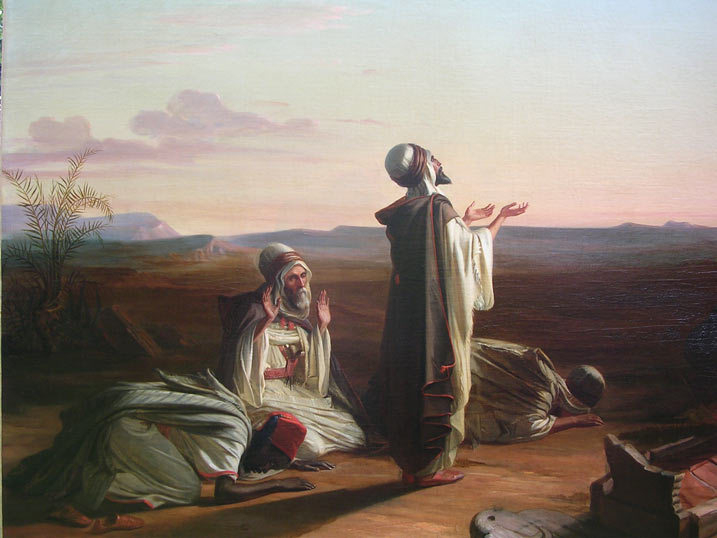
La Prière en Orient, 1841.
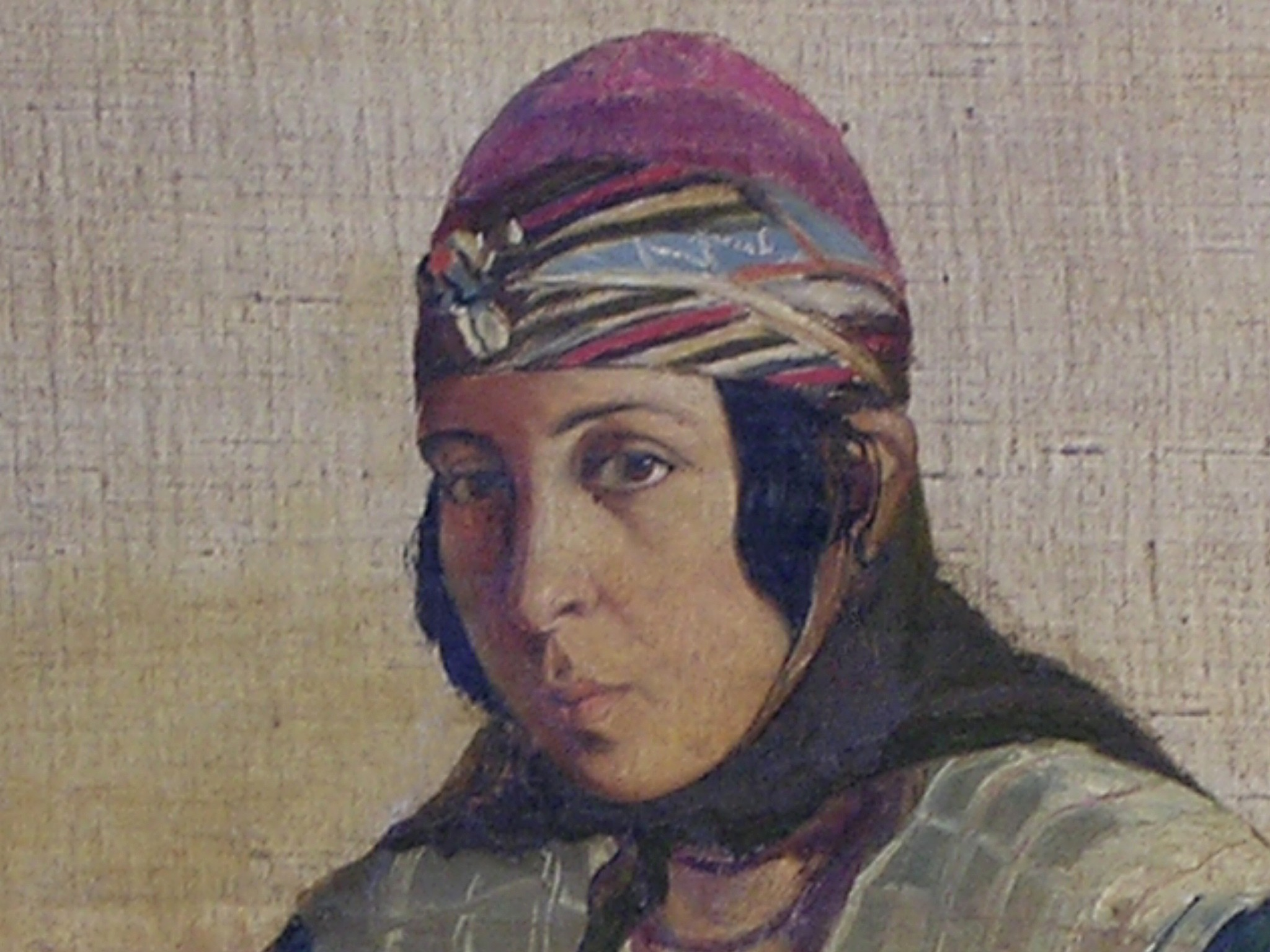
Ouerda et sa Fille, Huile sur toile par Louis-Anselme Longa (Algérie, 1841).
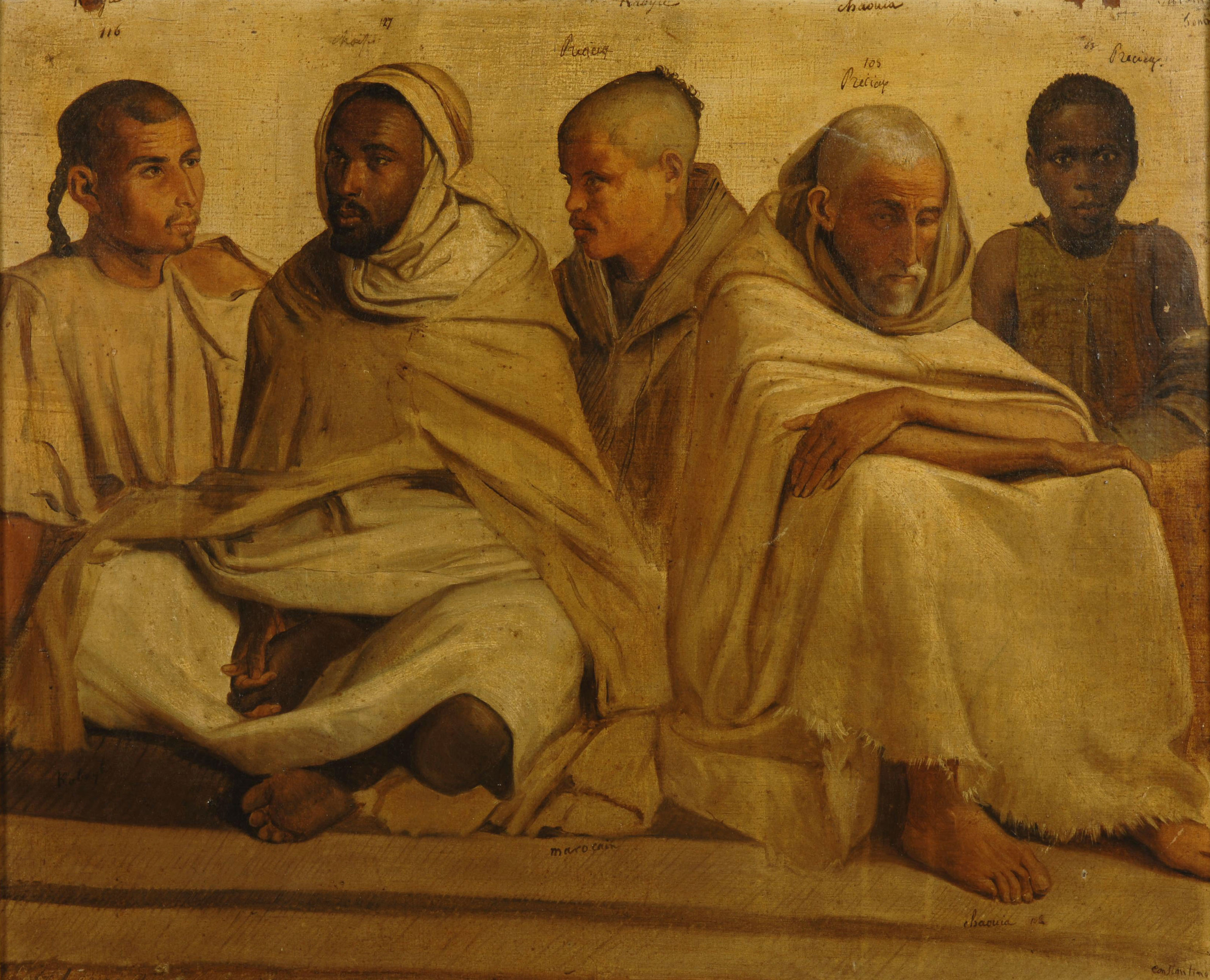
Portraits algériens (Algérie, 1842).

Cette expérience outremer lui sera sans doute utile pour le journal L'Illustration, avec lequel il réalise le premier « reportage » ethnographique et réaliste dessiné dans les Landes accompagnant les textes d'Alphonse Castaing. Il s'agit, là aussi, d'une source unique de renseignements sur une région française considérée à l'époque encore comme assez mystérieuse !
Longa s'installe définitivement à Mont-de-Marsan en 1848, son atelier se situant au 5 de l'ancienne rue de Saint-Sever (aujourd'hui rue Léon-Gambetta). Son activité s'étend à l'occasion au rôle de décorateur pour des monuments et ornements éphémères marquant le passage en ville de personnalités ou d'évènements importants. Il réalise les décors de l'église Saint-Jacques de Tartas, achevée en 1854. En 1866, il est nommé professeur de dessin au nouveau lycée impérial de Mont-de-Marsan où il exercera jusqu’à sa mort. Il est inhumé au cimetière du Centre de Mont-de-Marsan.

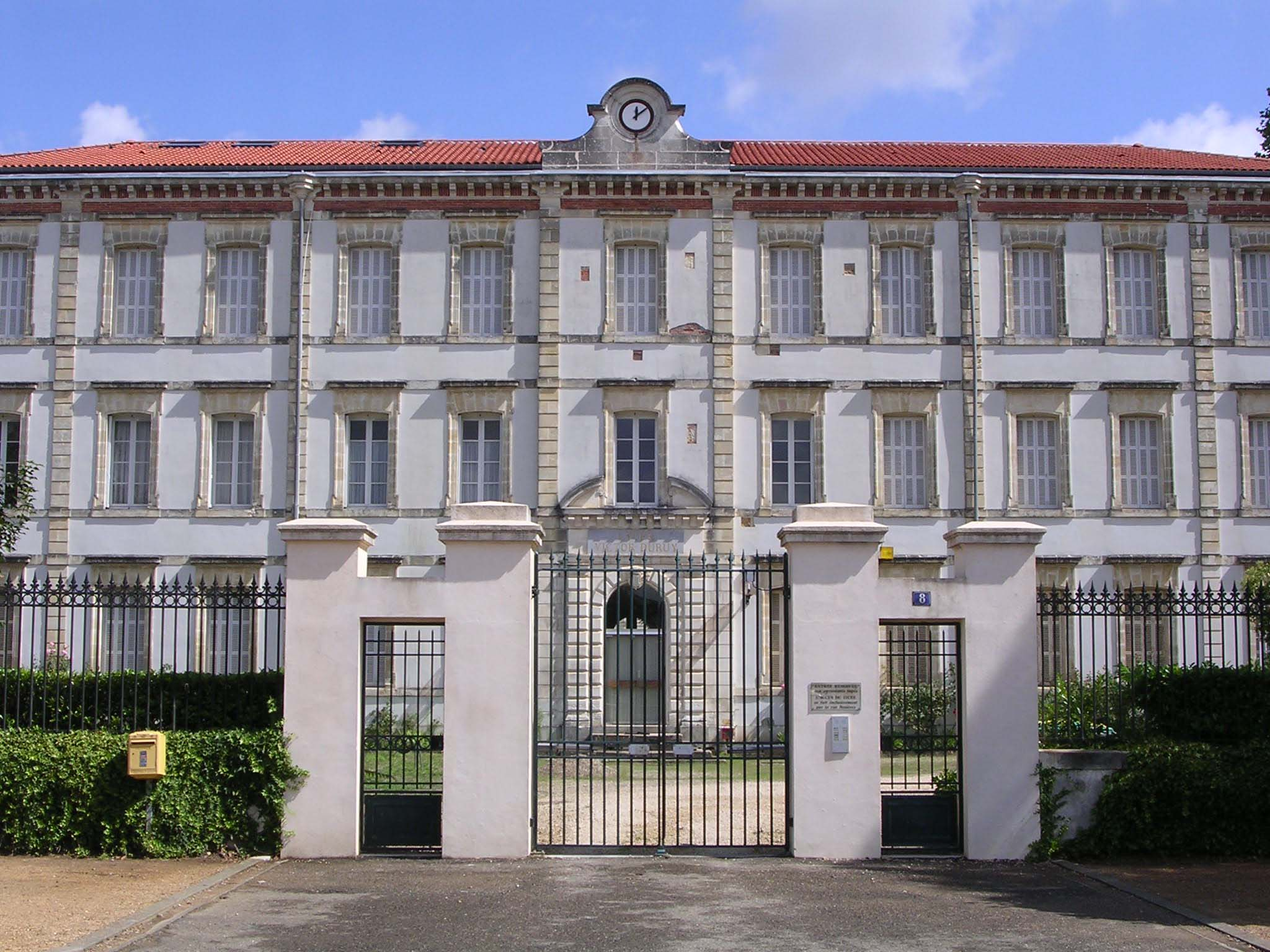
Lycée Victor-Duruy à Mont-de-Marsan (ex-lycée impérial), où Louis Anselme Longa a enseigné de 1866 à 1869
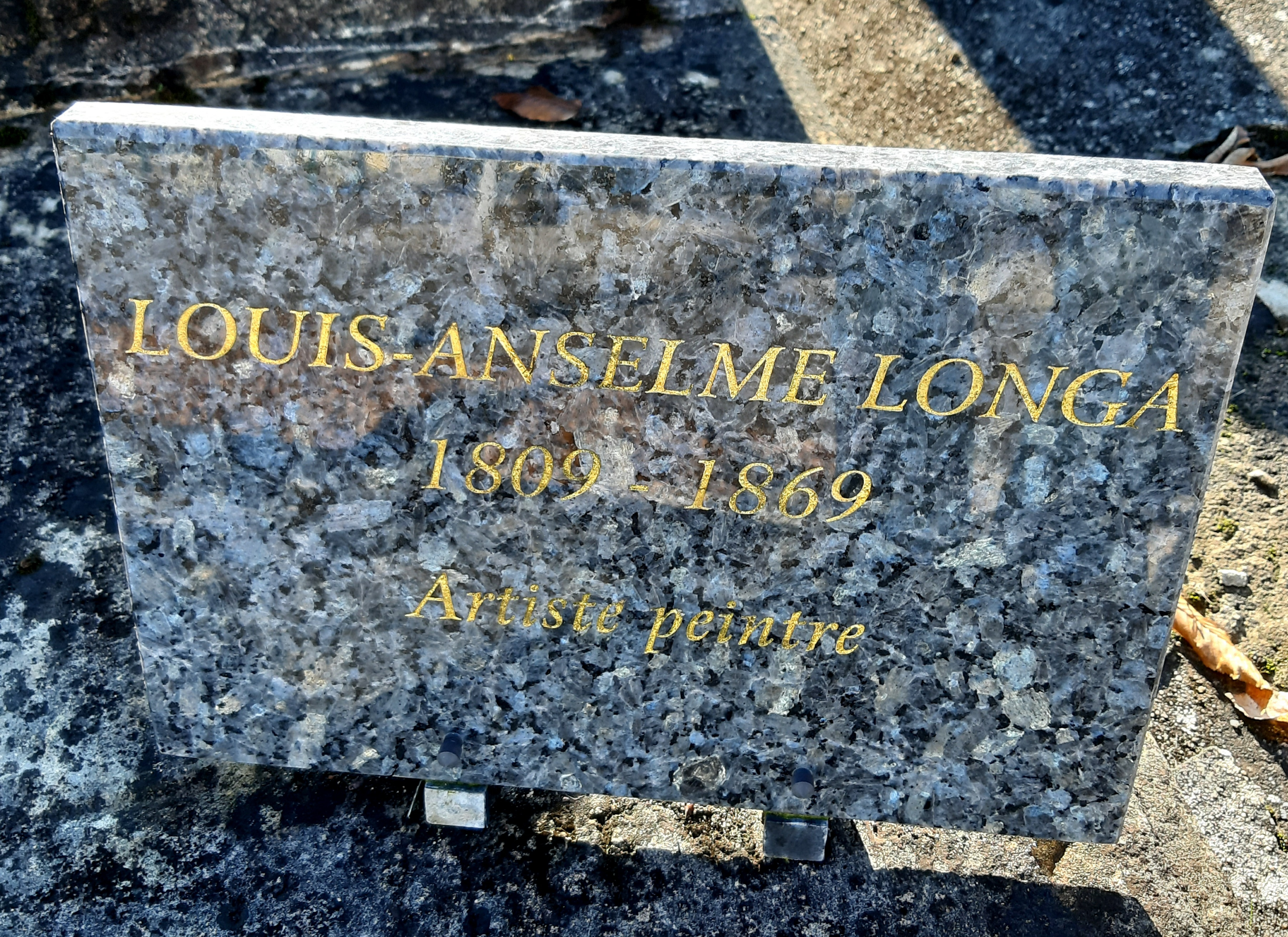
Pierre tombale de Louis Anselme Longa au cimetière du Centre de Mont-de-Marsan

## Postérité
Si la plupart des peintures connues sont sans difficulté attribuables à Louis-Anselme Longa, certaines pourraient être sujettes à discussion, des différences de style et certaines maladresses laissant légitimement supposer l'intervention d'autres mains. Par exemple,le décor de l'abside de l'église d'Uchacq, dont la manière tranche fortement d'avec les peintures de la nef, pourrait être dû, tout ou partie, à Louis-François Longa (orfèvre), frère de Louis-Anselme, tant un « Baptême du Christ » (église de Maillères) en rappelle fortement le style peu habile.

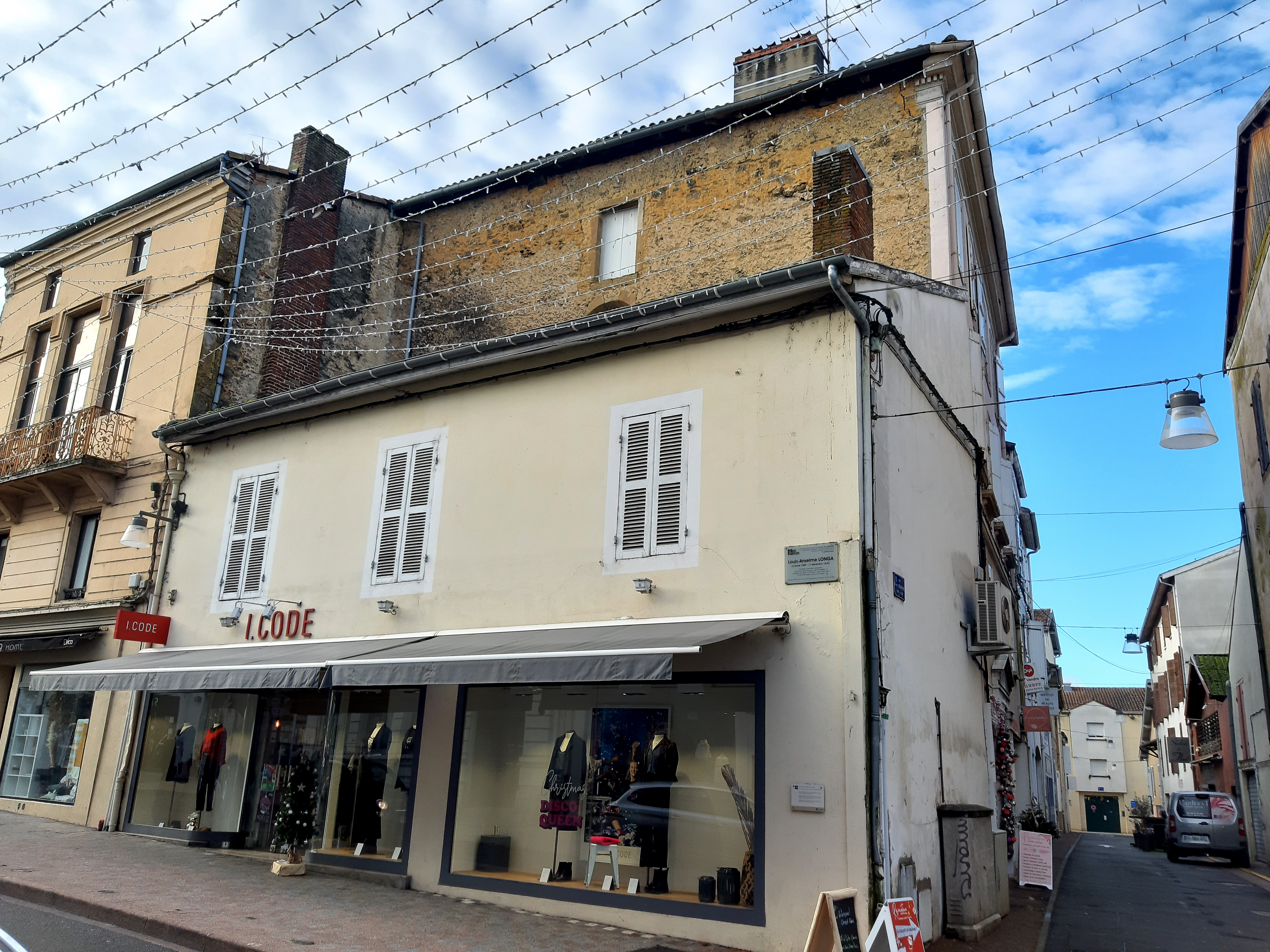
Maison dépendant du couvent des Cordeliers, achetée en 1784 par Louis Longa. Cette demeure, située rue Gambetta et adossée au chœur de l'ancienne église conventuelle (dont on distingue une ouverture gothique), voit la naissance et le décès du peintre Louis Anselme Longa, son petit-fils.
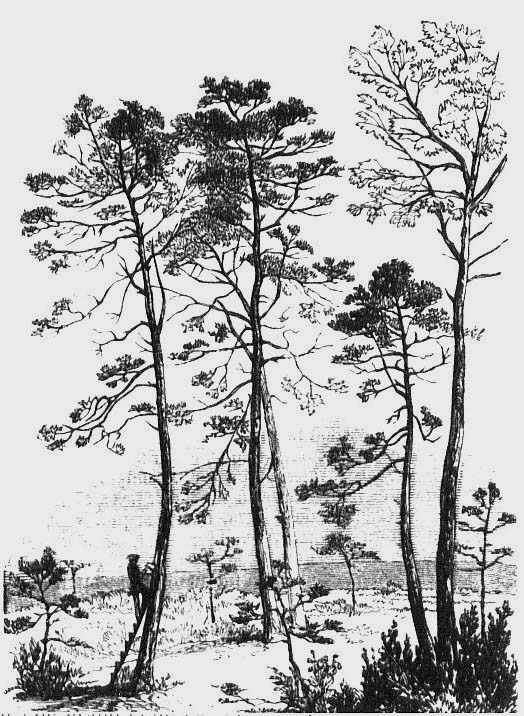
Récolte de la résine, gravure d'après Longa.
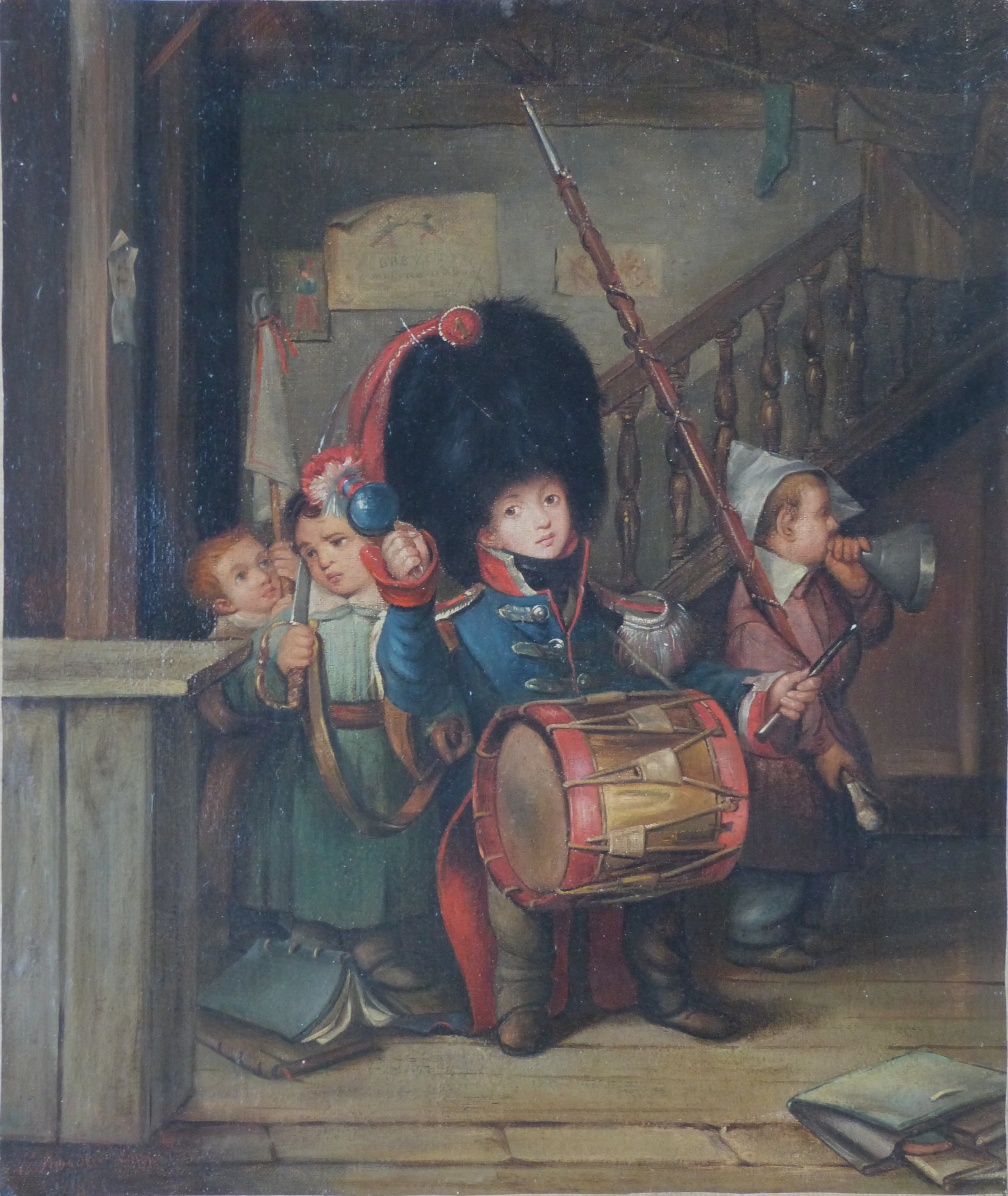
"Le Défilé", 1835, huile sur toile par Louis Anselme Longa.